# 공소권
공소권(公訴權, right of indictment)은 법원에 공소를 제기할 수 있는 검사의 권리를 말하는 것으로 검사가 형사사건에 대해 공소를 제기하고 이를 수행하는 권한을 말한다. 재판권의 주체는 법원이고 방어권의 주체는 피고인이다. 이에 비해 공소권의 주체는 검사이다. 공소권은 형벌권과는 구별하여야 하며, 소송법상 개념으로서 무죄판결의 경우에서와 같이 형벌권이 존재하지 아니한 경우에도 공소권은 존재한다. 공소권에는 공소제기와 공소유지의 권한이 있다. 따라서 소송법상 권리는 공소권의 내용이다. 소송법상의 권리로는 검사의 공판정 출석권(형사소송법 제275조 제1항), 기소요지의 진술권(형사소송법 제285조), 피고인신문권(형사소송법 제287조), 증거조사신청권(형사소송법 제294조), 증인신문권(형사소송법 제161조 제2항), 이의신청권(형사소송법 제296조·제304조), 이른바 논고·구형권(형사소송법 제302조), 상소권(형사소송법 제338조) 등이 있다.